# Marrakech-Tensift-Al Hauz
Marrakech-Tensift-Al Hauz (en árabe: مراكش تانسيفت الحوز) fue hasta 2015 una de las dieciséis regiones en que estaba organizado Marruecos. Su capital era Marrakech.
La región se situaba en el centro del país, en la costa del océano Atlántico. Al norte limitaba con Chauía-Uardiga y Dukala-Abda, al este con Tadla-Azilal y al sur con Sus-Masa-Draa, en la zona del Alto Atlas.
Contaba con un total de 3.102.652 habitantes repartidos en 	
31.160 km².

## Subdivisiones
La región se dividía en una prefectura y cuatro provincias:
- Prefectura de Marrakech
- Provincia de Al Hauz
- Provincia de Chichaoua
- Provincia de El Kelaa des Sraghna
- Provincia de Esauira